# Beleni
Beleni (cyr. Белени) – wieś w Bośni i Hercegowinie, w Republice Serbskiej, w gminie Foča. W 2013 roku liczyła 27 mieszkańców.